# Carlos Slim
Carlos Slim Helú mexikói milliárdos és üzletember, a Telmex, az América Móvil és a Grupo Carso tulajdonosa. Vagyonát a Forbes magazin 2018-ban 71 milliárd dollárra becsülte.
2010-től 2013-ig a világ leggazdagabb emberének számított. Vagyona nagy része a Grupo Carso különböző leányvállalataitól származik. 2021. áprilisi állás szerint ő a világ huszonnegyedik leggazdagabb embere. Latin-Amerika leggazdagabb embere.

## Külső hivatkozások
- Hivatalos oldal
- Profilja a Forbes weboldalán
- From the Richest man in the World. [2011. július 27-i dátummal az eredetiből archiválva]. (Hozzáférés: 2013. október 21.)